# Eishockey-Weltmeisterschaft 2013
Die Eishockey-Weltmeisterschaften des Jahres 2013 wurden durch die Internationale Eishockey-Föderation in fünf verschiedenen Alters- und Geschlechtsklassen durchgeführt. Insgesamt wurden in sämtlichen Divisionen 29 Turniere durchgeführt.

## Die Turniere im Überblick

### Herren-WM
Die 77. Eishockey-Weltmeisterschaft der Herren fand vom 3. bis 19. Mai 2013 in Stockholm, Schweden und Helsinki, Finnland statt. Ursprünglich wurde das Turnier an Schweden vergeben, das Land setzte sich auf der IIHF-Halbjahres-Tagung am 21. September 2007 in Vancouver mit 70 von 96 Stimmen gegen die Mitbewerber Belarus (15 Stimmen), Ungarn (8) und Tschechien (3) durch. Lettland hatte vor der Abstimmung seine Kandidatur zurückgezogen und unterstützte die schwedische Bewerbung. In den Jahren zuvor war Schweden jeweils bei der Vergabe der Weltmeisterschaften 2010, 2011 und 2012 gescheitert. Bei der IIHF-Jahrestagung 2009 in der Schweiz gaben IIHF, Finnland und Schweden bekannt, dass die beiden Länder die Turniere 2012 und 2013 jeweils gemeinsam veranstalten werden.
weitere Austragungsorte und Zeiträume
- Division I
  - Gruppe A: 14. – 20. April 2013 in Budapest, Ungarn
  - Gruppe B: 14. – 20. April 2013 in Donezk, Ukraine
- Division II
  - Gruppe A: 14. – 20. April 2013 in Zagreb, Kroatien
  - Gruppe B: 21. – 27. April 2013 in İzmit, Türkei
- Division III: 15. – 21. April 2013 in Kapstadt, Südafrika
- Qualifikation für die Division III: 15. – 21. April 2013 in Abu Dhabi, Vereinigte Arabische Emirate

### U20-Junioren
Die Endrunde der 37. Eishockey-Weltmeisterschaft der U20-Junioren fand im russischen Ufa statt.
weitere Austragungsorte und Zeiträume
- Division I 
  - Gruppe A: 9. – 15. Dezember 2012 in Amiens, Frankreich
  - Gruppe B: 10. – 16. Dezember 2012 in Donezk, Ukraine
- Division II 
  - Gruppe A: 9. – 15. Dezember 2012 in Brașov, Rumänien
  - Gruppe B: 12. – 18. Januar 2013 in Belgrad, Serbien
- Division III: 14. – 20. Januar 2013 in Sofia, Bulgarien

### U18-Junioren
Die Endrunde der 15. Eishockey-Weltmeisterschaft der U18-Junioren findet vom 18. bis 28. April 2013 im russischen Sotschi statt.
weitere Austragungsorte und Zeiträume
- Division I 
  - Gruppe A: 7. – 13. April 2013 in Asiago, Italien
  - Gruppe B: 14. – 20. April 2013 in Tychy, Polen
- Division II 
  - Gruppe A: 31. März – 6. April 2013 in Tallinn, Estland
  - Gruppe B: 9. – 15. März 2013 in Belgrad, Serbien
- Division III: 11. – 16. März 2013 in Taipeh, Taiwan

### Frauen-WM
Die Endrunde der 16. Eishockey-Weltmeisterschaft der Frauen fand vom 2. bis 9. April 2013 im kanadischen Ottawa statt. Die Vergabe des Turniers nach Kanada gab die IIHF auf der Jahrestagung 2009 in der Schweiz bekannt; im Mai 2011 entschied sich Hockey Canada, das Turnier in Ottawa auszutragen.
weitere Austragungsorte und Zeiträume
- Division I 
  - Gruppe A: 7. – 13. April 2013 in Stavanger, Norwegen
  - Gruppe B: 7. – 13. April 2013 in Straßburg, Frankreich
- Division II 
  - Gruppe A: 8. März – 14. April 2013 in Auckland, Neuseeland
  - Gruppe B: 1. – 7. April 2013 in Puigcerdà, Spanien
  - Qualifikation zur Division IIB: 7. – 9. Dezember 2012 in Izmir, Türkei

### U18-Frauen
Die Endrunde der 6. Eishockey-Weltmeisterschaft der U18-Frauen fand im finnischen Vierumäki vom 29. Dezember 2012 bis zum 5. Januar 2013 statt.
weitere Austragungsorte und Zeiträume
- Division I: 2. – 8. Januar 2013 in Romanshorn, Schweiz
- Qualifikation für die Division I: 27. Oktober – 1. November 2012 in Dumfries, Großbritannien